# Орява (река)
Орява (укр. Орява) — река в Стрыйском районе Львовской области Украины. Левый приток реки Опир (бассейн Днестра).
Река берёт начало у села Погар, на северо-восточном склоне хребта Довжки (Стрийско-Санская Верховина). Длина реки 29 км, площадь бассейна 205 км². Протекает через сёла Орява, Козева и Коростов. Впадает в Опир между селом Гребенов и городом Сколе.
Орява — типично горная река. Дно каменистое, течение быстрое. Нередко бывают паводки. Основные притоки — Орявчик, Кропивна, Секул, Бутивля.
Почти по всей своей длине (кроме верховьев) Орява протекает вдоль международной автодороги Киев-Львов-Мукачево-Ужгород-Чоп.